# David Olère
David Olère (* 19. Januar 1902 in Warschau; † 21. August 1985 in Paris) war ein jüdischer Maler polnischer Abstammung. Sein Werk ist dem Holocaust gewidmet.

## Leben
David Olère erhielt früh seine künstlerische Ausbildung. Mit sechzehn Jahren stellte er Holzschnitte in Museen und Galerien in Danzig und Berlin aus; mit 19 Jahren verließ er Polen und begann seine Karriere in der Filmindustrie bei der Europäischen Film Allianz als Designer, Maler und Dekorateur. 1923 kam er nach Paris und arbeitete unter anderem für die Filmgesellschaft Paramount. 1930 heiratete er Juliette Ventura, eine Französin; 1937 zog er nach Noisy-le-Grand.
Nachdem der Zweite Weltkrieg ausgebrochen war, wurde er zum 134. Infanterie-Regiment eingezogen und kämpfte 1940 bei Lons-le-Saunier. Am 20. Februar 1943 wurde er von der französischen Polizei verhaftet und vorerst im Sammellager Drancy festgehalten.
Am 2. März 1943 wurde er in das KZ Auschwitz-Birkenau (Auschwitz II) deportiert. Dort wurde er dem sogenannten Sonderkommando zugeteilt, dessen Aufgabe es war, die Leichen aus den Gaskammern und die Reste der Asche aus den Öfen (Fa. Topf) zu entfernen. Wegen seiner künstlerischen Begabung erhielt er Gelegenheit, die Briefe der SS-Angehörigen zu dekorieren und erhielt als Bezahlung u. a. Nahrungsmittel.
Im Januar 1945 verließ er Auschwitz mit einem Todesmarsch. Nach Stationen in Buchenwald und Melk wurde er im Mai 1945 von den Amerikanern in Ebensee befreit.
Er verarbeitete die Erlebnisse in seinen Bildern. Da von der Tätigkeit des Sonderkommandos in Auschwitz II nur drei Fotos existieren (zwei von der Arbeit an einer Verbrennungsgrube und eins, das eine Szene mit einer Menge, teilweise schon entkleideter Menschen zeigt, die unmittelbar davor ist, in die Gaskammer eines Krematoriums geführt zu werden), gelten seine Gemälde und Zeichnungen als wichtige Zeitzeugnisse und Beweise.
Anfang 2020 veranstaltete der Deutsche Bundestag die Ausstellung David Olère. Überlebender des Krematoriums III.
Der Rundfunk Berlin-Brandenburg widmet David Olère und seinem Leben eine Webdoku unter der ARD-Projektseite Auschwitz und ich.